# Gordon, Nebraska
Gordon är en ort (city) i Sheridan County i delstaten Nebraska i USA. Orten hade 1 504 invånare, på en yta av 2,41 km² (2020). Omkring 23,5 % av invånarna levde under fattigdomsgränsen enligt en beräkning från 2019.